# Barichneumon cameroni
Barichneumon cameroni är en stekelart som först beskrevs av Heinrich 1931.  Barichneumon cameroni ingår i släktet Barichneumon och familjen brokparasitsteklar. Inga underarter finns listade.